# Montmorillonit

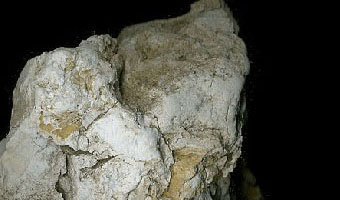
Montmorillonit.

A montmorillonit (hidratált kalcium-alumínium szilikát) nátrium, kalcium, alumínium és szilícium tartalmú monoklin kristályrendszerű kőzetalkotó ásvány, a montmorillonit (=szmektitek) ásványcsoport tagja. Többnyire finomszemcsés, földes tömegekben előforduló fontos kőzetalkotó, monoklin rétegszilikát.
Az ásvány Montmorillon francia kisvárosról kapta a nevét.

## Kémiai és fizikai tulajdonságai
- Képlete: (Na,Ca)(Al,Mg)2Si4O10(OH)2xnH2O
- Szimmetriája: monoklin kristályrendszerben,  tengely és tükörszimmetriája létezik.
- Sűrűsége: 2,0-3,0 g/cm³.
- Keménysége: 1,0 (nagyon lágy ásvány).
- Hasadása: tökéletes de csak mikroszkopikusan érzékelhető.
- Törése: tömege földesen törik.
- Színe: szürke vagy fehér.
- Fénye: fénytelen vagy zsírfényű.
- Átlátszósága:  egyes kristályai átlátszóak vagy áttetszőek.
- Pora: fehér színű.
- Jellemző alak:  lapos hatszöges.
- Jellemző szemcsemérete: 0,002 mm alatti.

## Keletkezése
Vulkáni kőzetek, tufák finomszemszerkezetű málladékaként másodlagosan, vizes üledékekben képződik. Gyakori üledékes kőzetalkotó ásvány, mely víz hatására duzzadásra képes.

## Előfordulása
Gyakran előforduló ásvány a különféle agyagok részecskéjeként. Tömeges előfordulásai a föld minden táján ismertek.

## Előfordulásai Magyarországon
Magyarországon a tégla és cserépgyárak leggyakrabban montmorillonit tartalmú agyagbányák közelében települtek.
Az Alföldön és a Dunántúlon egyaránt nagy tömegben vannak ilyen agyagelőfordulások. Istenmezeje, Komlóska és Mád bentonit bányáiban fontos kőzetalkotó. Jelentős mennyiségben tartalmazza az alginit is.

## Kísérő ásványok
Kalcit, kvarc, valamint egyéb agyagásványok.